# Mayones
Mayones – polska firma produkująca ręcznie gitary elektryczne i basowe, założona przez Zenona Dziewulskiego w 1982 w Gdańsku. Firma produkowała także instrumenty pod marką Flame. Aktualnie firmę prowadzi Halina Dziewulska, żona założyciela, i ich dwóch synów – Dawid Dziewulski i Tomasz Dziewulski.
Był używany (lata 70) przez muzyków takich jak: Andrzej Ziółkowski (Budka Suflera), Józef Skrzek ((SBB), ...

## Historia
Początek firmy przypisuje się na 1981, kiedy to Zenon Dziewulski wraz ze swoim przyjacielem, postanowili zacząć tworzyć instrumenty muzyczne w garażu. Narodziny przedsiębiorstwa były trudne – głównie ze względu na wprowadzenie stanu wojennego – Dziewulscy musieli wykonywać własnoręczne tunery, mostki, przetworniki (które tworzyła Halina Dziewulska) i inne elementy instrumentów. Z powodu żelaznej kurtyny, Dziewulscy współpracowali z narodowymi firmami wojskowymi, aby posiąść potrzebne materiały do tworzenia części. Po upadku komunizmu w Polsce, przedsiębiorstwo mogło zacząć ulepszać swoje produkty i zaczęło nabierać tempa względem innych firm na świecie.

## Artyści

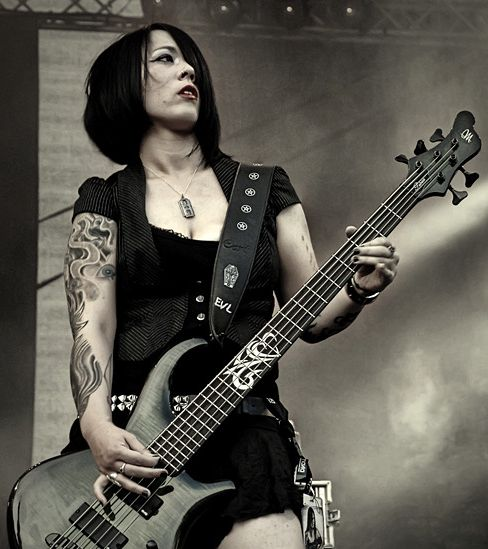
Lena Abé basistka formacji My Dying Bride (na zdjęciu z gitarą basową firmy Mayones)

Z usług tej firmy korzysta wielu polskich wykonawców np. Wojciech Pilichowski, Krzysztof Misiak, Steve Logan, Artur Daniewski z Bajmu, a także muzycy z licznych zespołów zagranicznych np. Nii z Girugamesh, Paweł Mąciwoda ze Scorpions, Ruud Jolie z Within Temptation, Daniel Gildenlöw z Pain of Salvation, Wes Borland z Limp Bizkit, Anders Nyström z Katatonii, Andrew Craighan z My Dying Bride.

## Podstawowe modele

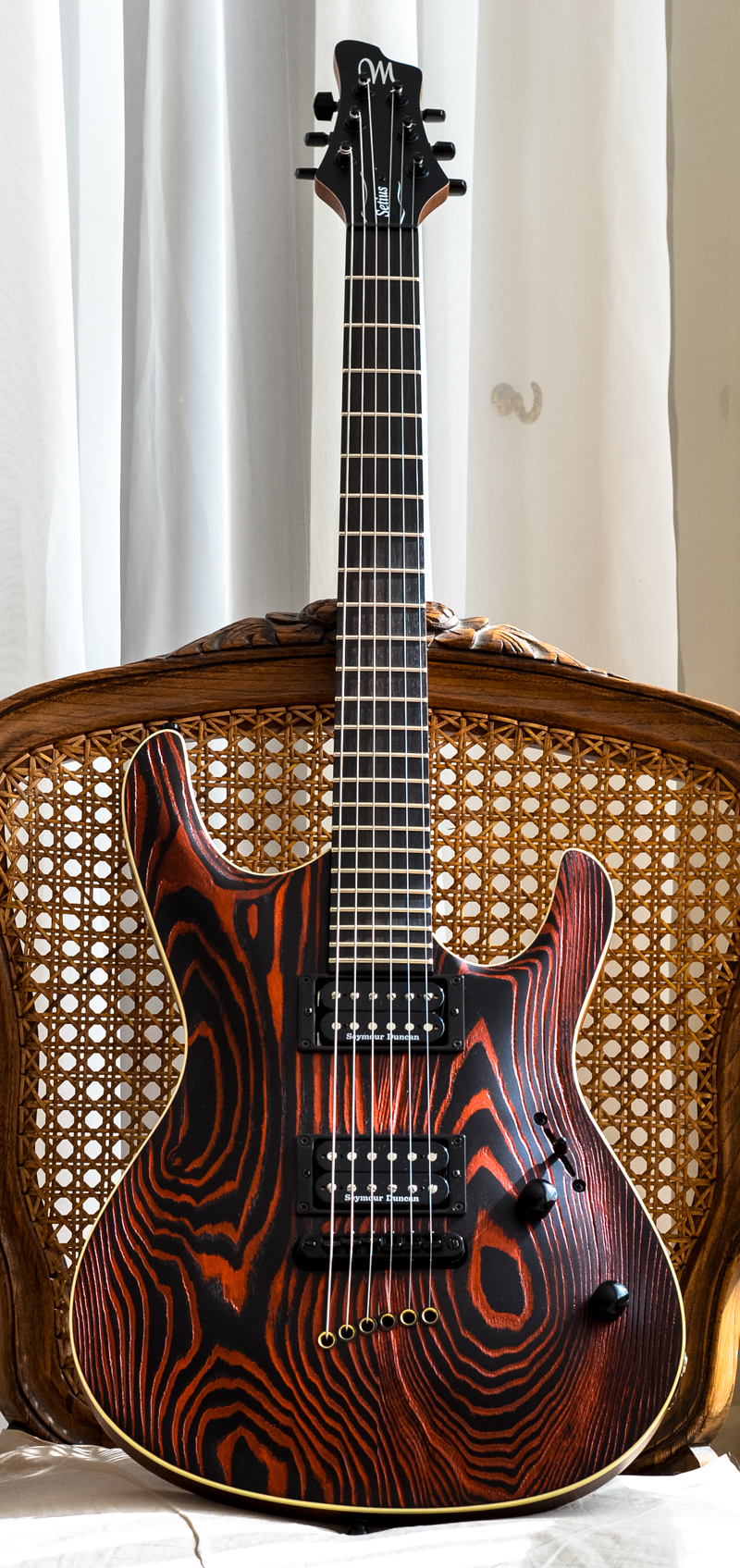
Mayones Setius GTM 6

Wymienione poniżej gitary zostały opracowane według strony producenta.

### Gitary elektryczne
- Aquila
- Duvell
- Hydra
- Legend
- Regius
- Setius

### Gitary basowe
- BE
- Caledonius
- Comodous
- Jabba
- Patriot
- Prestige
- Slogan
- Viking